# 伊予橫田站
伊予橫田站（日语：／ Iyo-yokota eki */?）是位在日本愛媛縣伊予郡松前町、隸屬於四國旅客鐵道（JR四國）的鐵路車站。車站編號為U03。現時只停靠普通列車。由於日本國鐵早於1912年已在千葉縣久留里線上設有橫田站，本站因此加入舊令制國名稱「伊予」以作識別。
因應松山市進行松山站周邊再發展及改善工程，日後新的松山貨運站及松山運轉所將會搬至本站與北伊予站間的新址。

## 所屬路線
四國旅客鐵道
■ 予讚線

## 車站結構
本站採用簡易車站模式，本來並不設有站舍，但相比不少同時期設立的簡易車站，在車站入口旁的單車停泊處，卻建有一座以水泥建成的單層候車室，內附有長椅供候車之用。自動售票機則設於月台上的候車亭旁。

### 月台配置
設有側式月台1個，以無障礙斜道連接月台及車站入口。列車不能在此站進行交換。開站初期，由於月台較為短小，部份普通列車班次並不停靠，隨著後來月台進行了改善工程，把月台長度延長，才令所有普通列車都能停靠。現時的有效長度為4輛。
除了月台外的候車室外，位處月台中央亦有一個細小的有蓋候車亭及數個座椅，鄰近斜道入口旁。列車靠站時，往松山方向為右側開門，往伊予市方向為左側開門。
| 路線    | 方向 | 目的地                               | 備註 |
| ------- | ---- | ------------------------------------ | ---- |
| ■予讚線 | 下行 | 伊予市、伊予大洲、八幡濱、宇和島方向 |      |
| ■予讚線 | 上行 | 松山、伊予北條方向                   |      |

## 歷史
- 1961年4月15日：開業。
- 1987年4月1日：日本國鐵分割民營化，車站的營運由JR四國繼承。

## 相鄰車站
四國旅客鐵道（JR四國）
■予讚線
特急「宇和海」、觀光列車
通過
普通
南伊予（U02-1）－伊予橫田（U03）－鳥之木（U04）

## 外部連結
- 四國旅客鐵道伊予橫田站官方發車時間表。 （页面存档备份，存于） （日語）